# Старицький Володимир Ісидорович
Старицький Володимир Ісидорович (*3 липня 1919, Полтава — 26 квітня 1994, Мюнхен) — український поет, перекладач, учений.

## З біографії
Народ. 3 липня 1919 р. у Полтаві в родині нащадків старокиївських князів. Навчався у Полтавському будівельному інституті. Закінчив заочно філологічний факультет Київського університету (1941). У роки війни працював у редакції окупаційної газети «Голос Полтавщини», залишив Україну разом з окупаційними військами, перебував у таборі для переміщених осіб у Західній Німеччині. Потім викладав російську мову в німецькій гімназії (Мюнхен). На зароблені в Англії кошти видав збірку віршів і перекладів «Пелюстки туги». Здобув ступінь доктора філософії в УВУ. У 1992—1993 рр. відвідував Полтавщину. Помер 26 квітня 1994 р. у Мюнхені (Німеччина). Могила знаходиться на байковому кладовищі в Києві.

## Творчість
Автор збірки віршів «Пелюстки туги» (1951, 1993), спогадів «Повернення».
- Старицький В. Пелюстки туги. — New Haven: Вид-во «Сліди поетичних зітхань», 1951. — 26 с.